# Karl Alexander Herklots
Karl Alexander Herklots (* 19. Januar 1759 in Dulzen, einem Dorf bei Preußisch Eylau; † 23. März 1830 in Berlin) war ein deutscher Jurist, der aber hauptsächlich als Theaterdichter bekannt wurde.
Nach seinem Studium der Rechtswissenschaft und einem Referendariat in Königsberg fand Herklots 1790 eine Anstellung am Berliner Kammergericht. Für das Hoftheater in Berlin fertigte er eine Reihe von Übersetzungen aus dem Französischen und Italienischen an, darunter Die Vestalin von Gaspare Spontini, Alceste von Christoph Willibald Gluck und Juliette und Romeo von Niccolò Antonio Zingarelli. Darüber hinaus fertigte er auch Vielzahl eigener Stücke für das Theater sowie Prologe und weitere Gedichte.

## Werke
- Der Mädchenmarkt. Komisches Singspiel in 3 Aufzügen. Berlin 1793. (Libretto)
- Das Inkognito. Berlin 1793 (Libretto)
- Der Prozeß. Oder Verlegenheit aus Irrthum. Berlin 1794 (Schauspiel)
- Die böse Frau. Komisches Original-Singspiel in 2 Aufzügen. Berlin 1791. (Libretto)
- Pigmalion oder die Reformation der Liebe. Ein lyrisches Drama in 2 Handlungen. Berlin 1794